# Omnibus Press
Omnibus Press — издательство, специализирующееся на издании книг, посвящённые музыке. В нём издаётся около 30 новых книг в год, которые пополняют список из более чем 300 изданий находящихся в настоящее время в печати.

## История
Omnibus Press было основано в 1972 как научно-популярное издательство в дополнение к изданию музыкальных нот, которые публиковались и распространялись его материнской компанией Music Sales Group. Music Sales запустило отдельную компанию, названную Book Sales Ltd, а самый ранний её каталог, выпущенный в начале 70-х, включал сборники андерграундных комиксов, произведений искусства и фотографий, а также одну из самых первых книг посвящённых недавно появившемуся видеоискусству.
После того как в 1983, бывший музыкальный журналист журнала Melody Maker Крис Чарльзуорт, стал главным редактором Omnibus, было решено сфокусироваться исключительно на музыкальных книгах. В числе первых приобретений была книга «Rock Family Trees» написанная музыкальным историком Питом Фреймом. Она и сейчас остаётся в печати и стала основой для двух сериалов на BBC TV. В следующие десятилетия в издательстве Omnibus были изданы множество биографий большинства рок музыкантов. Среди них Morrissey & Marr: The Severed Alliance by Джонни Рогана, Dear Boy: The Life of Keith Moon Тони Флетчера, Uptight: The Velvet Underground Story Виктора Бокриса а также Catch A Fire: The Life of Bob Marley Тимоти Вайта.
Также среди авторов, сотрудничавших с издательством в Британии Ричард Вильямс, Крис Уэлш, англ. Peter Dogget, англ. Patrick Humphries, англ. David Sinclair и Эверетт Тру. В США Дэйв Марш, Пол Уильямс, Нельсон Джордж, Джерри Хопкинс, Дэвид Ритц и Дэнни Сугерман.

Encyclopedia of Popular Music

С самого основания, компания Wise Music Group издавала и партитуры группы The Beatles и множество посвящённых Битлз книг. Среди них The Beatles: A Diary Барри Майлза, который был знаком с Бтилз с самых ранних дней, With The Beatles: The Historic Photos of Dezo Hoffmann, и аналитическое исследование музыки группы The Songwriting Secrets of The Beatles Доминика Педлара (англ. Dominic Pedlar). В 2007 году Omnibus опубликовала Encyclopedia of Popular Music (Concise Edition) Колина Ларкина. В книге 1600 страниц. Это сокращённая версия его десятитомной энциклопедии, биографический перечень рок-, поп- и джазовых музыкантов.
В 2006, Music Sales приобрела Sanctuary Books, что позволило значительно пополнить число принадлежащих Omnibus музыкальных книг, а также некоторое число изданий посвящённых спорту, путешествиям, а также декоративных и подарочных изданий.
В феврале 2020 года, родительская компания, The Music Sales Group, сменила название на Wise Music Group.